# Le Passé recomposé
Cet article possède un paronyme, voir Passés recomposés.
Pour plus de détails, voir Fiche technique et Distribution.
Le Passé recomposé (The Tale) est un film dramatique américain écrit et réalisé par Jennifer Fox, sorti en 2018.   
Le film raconte l'histoire de l'abus sexuel subi par Fox dans son enfance et de son incidence sur ses relations ultérieures. Il a été présenté pour la première fois au Festival du film de Sundance 2018, et diffusé sur les ondes de HBO le 26 mai 2018. En France, il est diffusé sur OCS le 9 septembre 2018 puis le 6 mars 2020 sur Arte.

## Synopsis
Jennifer Fox est une réalisatrice de documentaires réputée et une professeure d'une quarantaine d'années lorsque sa mère, Nettie, l'appelle alarmée après avoir découvert un essai qu'elle a écrit à l'âge de 13 ans. L'essai porte sur une "relation" que Jennifer a eue à l'âge de 13 ans et à laquelle elle a mis fin seule, son corps se révoltait plus vite que son esprit.
Après avoir relu l'essai, Jennifer commence à faire des recherches sur cette période de sa vie. Elle s'imaginait plus âgée et sophistiquée et s'étonne de la petite taille et de l'air enfantin qu'elle a sur les photos de cette époque : une fillette cherchant à exister aux yeux des adultes. 
La relation de Jennifer a commencé un été, lorsqu'elle s'est rendue, avec trois autres filles, dans un camp d'équitation pour un entraînement intensif. Elle a vécu avec la belle et énigmatique Mme G, qui a également fait courir les quatre filles avec l'entraîneur professionnel Bill Allens, âgé de 40 ans. À la fin de l'été, Mme G et Bill révèlent à Jenny qu'ils sont amants. Jennifer garde le secret et voue au couple qui l'a distinguée une admiration et une dévotion sans bornes. Elle qui se sent invisible dans une fratrie de cinq.
Après le camp, Jenny garde son cheval chez Mme G et continue à la voir ainsi que Bill  tous les week-ends. Finalement, Jenny passe les nuits seule avec Bill. Il lui impose une proximité de plus en plus grande, "elle est si spéciale à ses yeux" puis dans la douleur des relations sexuelles, fellations puis pénétration. 
Lorsque le compagnon de Jennifer trouve les lettres que Bill lui a écrites, il dit qu'elle a été victime d'un viol par un pédophile mais elle refuse de voir les choses ainsi, proclamant qu'elle n'est pas une victime. Le couple se dispute. Cependant, elle commence lentement à se demander si ses souvenirs sont exacts et finit par se rendre compte que malgré ses protestations, elle présentait des symptômes de sévices sexuels pendant des années. 
Poursuivant son enquête cet été-là, elle se rend compte que Bill et Mme G manipulaient d'autres filles, que Mme G. était la rabatteuse. Elle se souvient d'une étudiante, Iris Rose, qui travaillait pour Mme G. et Jennifer recherche et retrouve Iris Rose qui lui révèle qu'elle, Mme G et Bill, formaient un ménage à trois et que Mme G participait activement à la recherche de filles pour Bill. Jennifer se rappelle alors qu'un week-end elle était censée participer à un plan à 4 avec Mme G, Bill et Iris. Cependant, Jenny, qui vomit chaque fois qu'elle est violée par Bill, a une crise d'angoisse et vomit encore la veille du départ pour ce week-end, obligeant sa mère à la garder à la maison. Réalisant qu'elle ne veut plus avoir de relation avec Bill, Jenny l'appelle et rompt avec lui, alors même qu'il la supplie de continuer et qu'il sanglote. Elle a également informé Mme G. qu'elle ne garderait plus son cheval chez elle. Elle a décidé seule.
Sa mère a eu des intuitions, des soupçons, les a écartés et culpabilise terriblement. Jennifer adulte assiste à une cérémonie de remise des prix où Bill devenu un célèbre coach sportif est honoré et l'affronte devant son épouse et les autres participants. Bill nie tout et fuit. Jennifer a une crise de panique et se rend aux toilettes où elle vomit. Elle s'imagine s'asseoir à côté d'elle-même, âgée de 13 ans, elle proclame qu'elle n'est pas une victime, mais une héroïne.

## Distribution
Note: il existe deux doublages réalisés en France, l'un par la société de doublage Lylo et l'autre par la société de doublage Boulevard des Productions. Le nom des doubleurs de la version réalisée par Boulevard des Productions est mentionné en italique ci-dessous.
- Laura Dern (VF : Laurence Charpentier / Rafaèle Moutier) : Jennifer Fox, fille de Nettie et fiancée de Martin
- Isabelle Nélisse : Jenny à 13 ans
- Jessica Sarah Flaum : Jenny à 15 ans
- Ellen Burstyn (VF : Brigitte Virtudes / Sylvie Genty) : Nadine « Nettie » Fox, mère de Jennifer
- Laura Allen (VF : Sophie Planet) : Nettie jeune
- John Heard : William P. Allens
- Jason Ritter (VF : Fabien Briche / Fabrice Fara) : Bill Allens, entraîneur de course de Jennifer et amant de Mme G
- Frances Conroy (VF : Monique Nevers) : Jane Graham
- Elizabeth Debicki (VF : Déborah Perret) : Mme G, l'instructrice d'équitation de Jennifer et l'amante de Bill
- Common (VF : Günther Germain) : Martin, le fiancé de Jennifer
- Tina Parker : Franny
- Isabella Amara : Franny jeune

 Source et légende : version française (VF) sur RS Doublage

### Revue de presse
- Cédric Melon, « L'horreur ordinaire », Télécâble Sat Hebdo no 1556, SETC, Saint-Cloud, 24 février 2020, p. 12,  (ISSN 1630-6511)